# 信濃武田一揆
信濃武田一揆之戰，又稱芋川一揆，是在天正10年（1582年）武田家滅亡後，武田遺臣芋川親元跟越後國上杉家聯合對抗織田家的戰事。

## 背景
在織田信長於天正10年2月發起甲州征伐後，武田家當主武田勝賴在天目山之戰身亡，甲斐武田家覆滅，原武田家領地遭到織田家及其盟友德川家康、北條氏政佔領，其中信濃國北部的高井郡、水內郡、更科郡、埴科郡被織田信長封給家臣森長可。
森長可在4月5日進入海津城、稻葉貞通則進入飯山城，上杉景勝以出身信濃的家臣岩井信能策誘北信濃豪族，對織田家入主信濃感到不滿的武田家遺臣芋川親正等因此發動一揆，聚集1萬人包圍了稻葉貞通所在的飯山城，獲知此訊的織田信長隨即派遣稻葉勘右衛門、稻葉刑部、稻葉彦一、跟國枝賴母組成援軍前往救援飯山城，同時織田信忠也派遣家臣團忠正加入援軍陣營，聽聞織田軍來援後，芋川親正率領一揆轉往山中，修復大藏城作為據點，而芋川親正也通好於北邊越後國的上杉景勝。

## 過程
4月7日，一揆方以8千兵力進出於長沼口一帶，獲報後的森長可主動出撃，率領3千人對一揆軍展開攻擊，森長可以1千人為先鋒突擊一揆軍，其餘2千人則在山間埋伏，將一揆軍引至伏兵處，兩路夾攻擊潰武田一揆軍，將武田一揆軍逼退7里多，並斬殺敵軍1千2百多人，一揆殘軍退往大藏城後，森長可一鼓作氣追殺到大藏城，殺死城中女子跟孩童1千多人，共殺死2450人，另外也有森長可殺死城中男女3千人之說。
遭此慘敗，包圍飯山城的武田一揆軍自然潰散，森長可安排好飯山城的防備後，稻葉貞通被招往信長所在的諏訪本陣，原本組成援軍的稻葉勘右衛門、稻葉刑部、稻葉彦一、跟國枝賴母調回安土城，森長可此戰功績也獲得織田信忠賞識，頒下感狀嘉勉。

## 戰後
此戰過後，森長可也持續進入山中追剿武田一揆，並對降服的國人眾要求教出人質要求，命令百姓重回到村莊。但在4月7日時，上杉景勝趁著織田軍跟武田一揆交戰之際，安排原信濃豪族島津忠直進入信濃長沼城，武田遺臣芋川親正也依附上杉家，被上杉景勝在4月19日安排至真木島城，跟岩井信能一同警備仁科方面。
由於織田家臣柴田勝家領軍攻打越中魚津城，上杉景勝決定領兵奧援（魚津城之戰），森長可在5月時伺機率領5千兵馬北上，在擊敗芋川親正後，一路攻至越後二本木一帶，擊敗僅有7百守軍的將領上條景春，在當地放火後布陣。上杉景勝在5月27日聞訊後大驚，遂決定回師越後，並在撤退時傳訊給魚津城守將，讓他們放棄魚津城或向織田軍投降，但森長可後續也因為主君織田信長在本能寺之變身歿，而自越後撤兵，更放棄信濃領地，回轉美濃。